# DArtagnan
dArtagnan ist eine deutsche Folk-Rock-Band aus Nürnberg. Der Name der Band leitet sich von der historischen Figur d’Artagnan ab, die auch als Hauptfigur des Romans Die drei Musketiere berühmt wurde.

## Geschichte
Gegründet wurde die Gruppe 2015 in Nürnberg von Sänger Ben Metzner, welcher auch als Mandolinenspieler, Dudelsackspieler und Flötist in der Band fungiert, von Felix Fischer, der als Gitarrist und Hintergrundsänger aktiv ist, sowie von Gitarrist und Sänger Tim Bernard. Metzner und Fischer spielten auch in der Mittelalter-Rock-Band Feuerschwanz zusammen, Metzner und Bernard sind seit ihrer Jugend miteinander befreundet.
Es folgte ein Plattenvertrag beim Major-Musiklabel Sony Music Entertainment und die Produktion eines Albums durch den Produzenten Thomas Heimann-Trosien, welcher bereits Alben für Schandmaul, Nightwish und In Extremo produziert hatte. Am 26. Februar 2016 erschien mit Seit an Seit das Debütalbum des Trios, welches auf Anhieb auf Platz 7 in den deutschen Albumcharts einstieg. Auch in Österreich und in der Schweiz schaffte die Band einen Eintrag in den jeweiligen Albumcharts. Noch im selben Jahr wurde das Debütalbum ein zweites Mal als sog. „Gold Edition“ mit zusätzlichen Titeln und einer zusätzlichen Live-CD veröffentlicht. Für das Album wurde der Band 2017 die Goldene Schallplatte verliehen.
Am 16. April 2016 spielte das Trio beim Fest der Volksmusik in Halle (Saale), das von ARD und ORF im Fernsehen ausgestrahlt wurde. Vom 11. bis 28. Mai 2016 tourte die Band als Headliner für dreizehn Konzerte durch Deutschland. Am 15. September 2017 wurde das Album Verehrt und verdammt veröffentlicht, das Platz 11 der deutschen Albumcharts belegte.
Live werden die drei Gründungsmitglieder von Haiko Heinz (als Nachfolger von Feuerschwanz-Mitglied Hans Platz) als Gitarrist, Sebastian Baumann als Bassist und Matthias Böhm am Schlagzeug unterstützt.
Im Dezember 2017 gab Felix Fischer seinen Austritt aus den Bands Feuerschwanz und dArtagnan bekannt. Ersetzt wurde er durch Gustavo Strauss, der die Band um eine Geige erweiterte.
2022 wirkte Candice Night, Ehefrau von Ritchie Blackmore und Sängerin der Band Blackmore’s Night, als Gastsängerin beim Song We’re Gonna Be Drinking mit. Im dazugehörigen Videoclip ist neben dArtagnan und Candice Night auch Blackmore zu sehen.

## Stil
Generell wird dArtagnan der Folk-Rock-Richtung zugeordnet. In einer Kritik werden Vergleiche mit Santiano angestellt und der Band ein Schlager-Rhythmus, eine Nähe zur Volksmusik und „kumpelhafte Texte“ nachgesagt.

## Diskografie
Studioalben

| Jahr | Titel Musiklabel                      | Höchstplatzierung, Gesamtwochen, AuszeichnungChartplatzierungen (Jahr, Titel, Musiklabel, Platzierungen, Wochen, Auszeichnungen, Anmerkungen) | Höchstplatzierung, Gesamtwochen, AuszeichnungChartplatzierungen (Jahr, Titel, Musiklabel, Platzierungen, Wochen, Auszeichnungen, Anmerkungen) | Höchstplatzierung, Gesamtwochen, AuszeichnungChartplatzierungen (Jahr, Titel, Musiklabel, Platzierungen, Wochen, Auszeichnungen, Anmerkungen) | Anmerkungen                                                |
| Jahr | Titel Musiklabel                      | DE | AT | CH | Anmerkungen                                                |
| ---- | ------------------------------------- | --- | --- | --- | ---------------------------------------------------------- |
| 2016 | Seit an Seit SevenOne (Sony)          | DE7 Gold · (16 Wo.)DE | AT24 (4 Wo.)AT | CH65 (2 Wo.)CH | Erstveröffentlichung: 26. Februar 2016 Verkäufe: + 100.000 |
| 2017 | Verehrt & verdammt SevenOne (Sony)    | DE11 (5 Wo.)DE | AT64 (1 Wo.)AT | CH97 (1 Wo.)CH | Erstveröffentlichung: 15. September 2017                   |
| 2019 | In jener Nacht SevenOne (Sony)        | DE5 (4 Wo.)DE | AT35 (1 Wo.)AT | CH38 (1 Wo.)CH | Erstveröffentlichung: 15. März 2019                        |
| 2021 | Feuer & Flamme Nitron Concepts (Sony) | DE6 (5 Wo.)DE | AT16 (1 Wo.)AT | CH22 (1 Wo.)CH | Erstveröffentlichung: 26. März 2021                        |
| 2022 | Felsenfest Nitron Concepts (Sony)     | DE5 (3 Wo.)DE | AT16 (1 Wo.)AT | CH20 (1 Wo.)CH | Erstveröffentlichung: 28. Oktober 2022                     |
| 2024 | Herzblut Hansa Records (Sony)         | DE3 (2 Wo.)DE | AT12 (1 Wo.)AT | CH16 (1 Wo.)CH | Erstveröffentlichung: 12. Juli 2024                        |

## Konzertvideos
- 2016: Meine liebste Jolie
- 2016: Komm mit
- 2016: En garde
- 2016: Seit an Seit
- 2021: Meine liebste, Jolie (feat. Patty Gurdy)
- 2021: Chanson de Roland  (feat. Feuerschwanz)

## Auszeichnungen
- 2017: Die Eins der Besten in der Kategorie „Newcomer des Jahres“